# ذي مكباب (بعدان)

تعديل مصدري - تعديل

ذي مكباب محلة تابعة لقرية الرباعي، التابعة لعزلة ضابي بمديرية بعدان إحدى مديريات محافظة إب في الجمهورية اليمنية، بلغ تعداد سكانها 28 حسب تعداد اليمن لعام 2004.